# Стара Ігра
Стара Ігра́ (Вуж-Егра, Вужгурт, Нижня Ігра, рос. Старая Игра) — присілок в Граховському районі Удмуртії, Росія.

## Населення
Населення — 368 осіб (2010; 385 у 2002).
Національний склад станом на 2002 рік:
- удмурти — 95 %

## Господарство
В присілку діють початкова школа, садочок та будинок культури.

## Відомі люди
Тут народився Атаманов Михайло Гаврилович — доктор філологічних наук.

## Історія
Назва присілка походить від імені покровителя (воршуда) проживаючого тут удмуртського роду — Егра. Біля присілка, на лівому березі річки Улек, знаходиться давнє городище Каргурезь, яке датується IV—V століттями. Вперше присілок згадується в Ландратському переписі 1716 року серед населених пунктів сотні Токбулата Рисова Арської дороги Казанського повіту. За даними 10-ї ревізії 1859 року в присілку було 55 дворів і проживало 328 осіб. До 1921 року присілок входило до складу Граховської волості Єлабузького повіту, потім — Можгинського повіту. 1924 року присілок відійшов до складу Верхньоігринської сільської ради.

## Урбаноніми[3]
- вулиці — Нова, Удмуртська, Усольцева
- провулки — Ключовий, Кутовий, Широкий